# Hepatitisz B
A hepatitisz B a májat érintő fertőző betegség, amelyet a hepatitisz B-vírus okoz, a vírusos májgyulladások egyik típusa. Akut és krónikus változata egyaránt ismert.
A tünetek 30-180 nappal azután jelentkeznek hogy a vírus bejutott a szervezetbe, ezek: hányinger, hányás, sárgaság (a bőr és szemfehérje sárgás elszíneződése), kimerültség, sötétsárga vizelet, hasi fájdalom. A fertőzés sok esetben tünetmentes. Az akut hepatitisz néhány hétig vagy maximum hat hónapig tart. Az akut HBV-fertőzésből eredő halálesetek ritkák. Ezt követően a fertőzést krónikusnak tekintik. Utóbbi kialakulása gyerekkorban jóval gyakoribb; azoknak az újszülötteknek, akik anyjuktól kapták el a vírust, 90%-a hordozóvá válik. Ezzel szemben az öt éves kor után szerzett infekció csak 10%-ban válik krónikussá. A vírushordozók többnyire tünetmentesek, de mintegy negyedüknél több év elteltével májcirrózis és -tumor alakul ki.
A vírus vérrel vagy más testfolyadékokkal terjed. A súlyosan érintett régiókban gyakori, hogy a csecsemők a születés során vagy kisgyerekkorukban érintkeznek a hepatitisz B vírusával. A fejlett országokban az infekció inkább szexuális úton vagy intravénás droghasználattal terjed. Magas kockázatnak vannak kitéve az egészségügyi dolgozók, a prostituáltak, a vérátömlesztést vagy vesedialízist kapó betegek, azok akik pozitív személlyel laknak együtt vagy magas fertőzöttségű országba látogatnak. Korábban a tetoválás és piercingek behelyezése is kockázatos volt, de újabban jobban ügyelnek az eszközök megfelelő sterilizálására. A vírus kézfogással, csókkal, köhögéssel, tüsszentéssel, szoptatással nem terjed. Jelenlétét 30-60 nappal a fertőzést követően lehet kimutatni; általában a felszíni fehérjéjét (HBsAg) vagy az ellene termelődő ellenanyagokat mérik. Az akut infekció többnyire nem igényel kezelést, de a hordozók antivirális kezelésben részesülhetnek ha a vírus aktívan szaporodik és nagy a cirrózis kialakulásának veszélye. Esetenként (fulmináns hepatitisz, cirrózis, májtumor) májátültetésre is szükség lehet.
A hepatitisz B ellen hatékony védőoltás áll rendelkezésre. Magyarországon a 13 éves gyerekek oltása kötelező. 2016-ban a WHO célul tűzte ki a hepatitisz B 2030-ig való teljes felszámolását.
2019-es becslés szerint a világ lakosságának 3,8%-a, mintegy 296 millió ember krónikus vírushordozó. Évente 1,5 millió akut infekció zajlik le és 820 ezren halnak meg a hepatitisz B következtében. A leggyakoribb halálok a májcirrózis és a májtumor. A betegség Afrikában (ahol a lakosság 7,5%-a érintett) és Kelet-Ázsiában a leggyakoribb. Európa és Magyarország a kis kockázatú régiók közé tartozik. Egyes becslések szerint a világ lakosságának harmada volt valaha legalább egyszer hepatitisz B-fertőzött.

## Tünetei
A vírusfertőzést követően heveny májgyulladás lép fel, amelynek tünetei általános rosszullét, étvágytalanság, hányinger, hányás, izomfájdalom, alacsony láz, sötétsárga vizelet, majd a bőr és a szemfehérje sárgás elszíneződése (sárgaság). A betegség több hétig tart, majd a legtöbb esetben a beteg állapota fokozatosan javul. Ritkán ún. fulmináns hepatitisz is előfordulhat, amely a májszövetek nagymértékű pusztulását okozza és halálos is lehet. Más esetekben a fertőzés teljesen tünetmentes.
Az esetek egy kis hányadánál a vírusfertőzés krónikussá válik, a páciens ilyenkor tünetmentes vagy mája az idült gyulladás állapotában marad, amely több év elteltével májcirrózishoz vezet; ilyenkor igen nagy a hepatocelluláris karcinóma ("májrák") kialakulásának esélye. Európában a hepatocelluláris karcinómák mintegy 50%-át a hepatitisz B vagy hepatitisz C-vírus okozza. Az alkoholfogyasztás megnöveli cirrózis és tumor kialakulásának esélyét.
A betegek 1-10%-ánál a májon kívül más szervek is érintettek lehetnek, előfordulhat szérumbetegség-szerű szindróma, akut nekrotizáló vaszkulitisz (polyarteritis nodosa), heveny glomerulonefritisz vagy gyerekkori papuláris akrodermatitisz (Gianotti–Crosti-szindróma). A szérumbetegség-szerű szindróma az akut fázis kezdetén jelentkezik, gyakran a sárgaságot is megelőzve. Tünetei láz, kiütések, érgyulladás; ezek a sárgaság beálltakor eltűnhetnek, de meg is maradhatnak az akut fázis végéig. Az akut nekrotizáló veszkulitiszben szenvedők mintegy 30–50%-a hepatitisz B-pozitívak. A vese érintettsége felnőttekben is elfordulhat, de gyermekek esetében gyakoribb. Leggyakoribb formája a heveny glomerulonefritisz. Felmerült a HBV érintettsége egyéb, az immunrendszer által közvetített hematológiai betegségekben is (pl. krioglobulinémia és aplasztikus anémia) de a kapcsolat egyelőre nem bizonyított kellően.

## Kórokozó

### Szerkezete

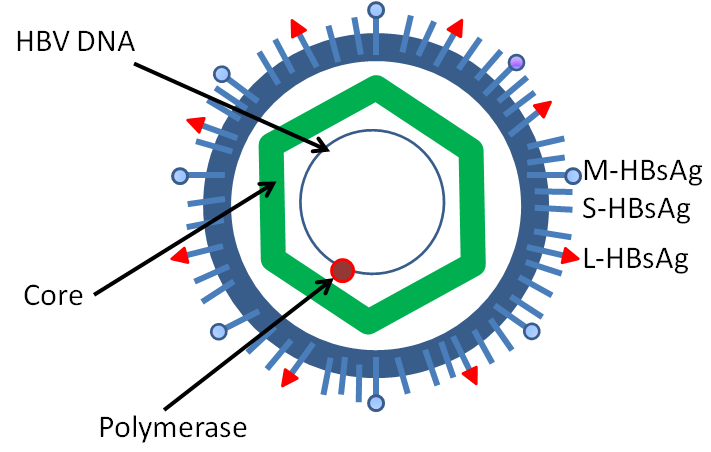
A hepatitisz B-vírus szerkezete

A hepatitisz B-vírus (HBV) a hepadnavírusok családjába tartozik. A vírusrészecske (virion) egy 30-42 nm átmérőjű, külső lipidmembránnal körbevett, ikozaéder alakú fehérjekapszula (nukleokapszid). Belsejében található a DNS-ből állú vírusgenom és egy reverz transzkriptáz-aktivitással is rendelkező DNS-polimeráz enzimmolekula. A külső lipidrétegbe fehérjék ágyazódnak bele, ezek révén kapcsolódik a vírus a gazdasejt felszíni receptoraihoz. A HBV a legkisebb lipidburkos állati vírusok közé tartozik. A beteg vérében a fertőzőképes, teljes virionon (a felfedezője után elnevezett ún. Dane-részecskén) kívül nagy számban találhatók fertőzésképtelen (DNS-genomot nem tartalmazó), kis kerek vagy szál alakú testek. Ezek a HBV életciklusa során keletkező "selejtek" a vírus felszíni fehérjéiből (hepatitisz B felszíni antigén, angol rövidítéssel HBsAg) és lipidekből állnak és számuk több nagyságrenddel (100 vagy akár 10 ezerszeresen) meghaladja a virionokét.

#### Genomja

A HBV genomja. Génjei átfednek egymással

A HBV genomja egy cirkuláris DNS-molekula, amely sajátos módon nem teljesen kétszálú. A teljes szál végéhez a DNS-polimeráz kapcsolódik. A genom teljes szála 3020–3320 nukleotid hosszú, amihez az 1700–2800 nukleotid hosszúságú rövid szál kapcsolódik. Utóbbi mellett egy rövid, kb. 18 nukleotidos RNS-szakasz is kapcsolódik a hosszú szálhoz. A gazdasejt megfertőzése után a genom a sejtmagba kerül, ahol a virális DNS-polimeráz segítségével a genom a rövid szál kiegészítésével teljesen kétszálúvá válik (emellett eltávolítják róla az RNS-t, a polimerázt és összekötik két, addig különálló végét).
A genomban négy, egymással részben vagy teljesen átfedő gén található: a C, X, P és S. Messze a legnagyobb a polimerázt kódoló P gén, amely a genom szinte egészét kiteszi. A nukleokapszid core proteinjét a C gén kódolja, de a gén termékéről lehasítva készül az e-antigén (HBeAg) is (egyes ritka törzsekben a HbeAg hiányzik). Az S génről íródnak át a felszíni fehérjék. Ez egyetlen leolvasási keret (open reading frame, ORF), de három startkodon (ATG) is található benne, amelyek három szakaszra, S-re preS1-re és preS2-re osztják a gént. Attól függően, hogy honnan indul a fehérjeszintézis kis (S), közepes (pre-S2 és S) és nagy (pre-S1, pre-S2, S) proteinek keletkeznek róla.
Az X gén termékének funkciója nem teljesen világos, de a gazdasejt válaszát szabályozza különféle szignálokra és feltehetően szerepet játszik a májrák kialalkulásában.

#### Replikációja

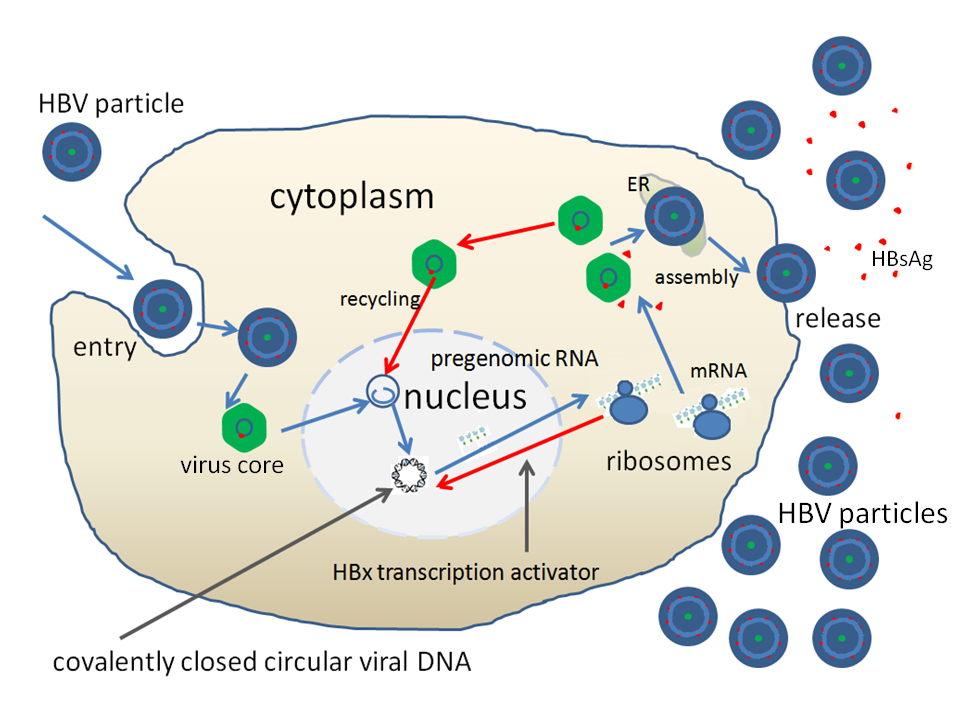
A hepatitisz B-vírus életciklusa

A hepatitisz B-vírus életciklusa eléggé bonyolult. A kevés pararetrovírus egyike: ezek replikációjuk során reverz transzkripciót használnak, holott nem retrovírusok.
A vírus a hepatocita gazdasejt felszínén a Na-taurokolát receptorhoz (NTCP) kapcsolódik. közeli rokona, a kacsa hepatitisz B-vírus esetében ez feltehetően a karboxipeptidáz-D enzim. A receptor alapvetően a hepatocitákon található meg, de mivel a vírus DNS-ét és fehérjéit a májon kívül is sikerült kimutatni, valószínűleg más szervek sejtjeibe is behatol, ahol nem képes ugyan szaporodni, de szervátültetés esetén fertőzés forrása lehet.
A HBV ezután endocitózissal bekerül a sejt belsejébe, ahol burka szétesik és a genomot a sejt saját chaperon fehérjéi beszállítják a sejtmagba. Itt a virális DNS-polimeráz teljesen kétszálúvá egészítik ki és cirkularizálja a genomot. Erről a sejt RNS-polimeráz II enzimje négyféle mRNS-t ír át; ezek közül az egyik (amely az ismétlődő szekvenciák miatt hosszabb magánál a genomnál is, kb. 3500 bázis) bekerül az összeszerelődő új víruskapszidokba is. Érése a nukleokapszidon belül zajlik: a virális polimeráz reverz transzkripcióval DNS-sé átírja (ebből lesz a hosszú szál), majd az RNS-szálat lebontja, kivéve a végén egy kicsi szakaszt, amely a második DNS-szál primeréül (indítójául) szolgál. A második DNS-szál szintézise a kapszid záródása miatt félbemarad és már csak a következő fertőzési ciklusban, az új gazdasejt magjában fejeződik be.
A betegséget a hepatociták pusztulása következtében fellépő májkárosodás váltja ki. A sejtpusztulást alapvetően nem a vírus szaporodása okozza, hanem a szervezet immunrendszerének reakciója, amely a citotoxikus T-sejtek segítségével megöli a vírusfertőzött hepatocitákat és antivirális citokinek segítségével helyi gyulladást indukál.

### Terjedése
A hepatitisz B-vírus a beteg vérével vagy testnedveivel terjed. Fertőzőképessége mintegy 50-100-szorosan meghaladja a HIV-ét. A vírus a szülés során is átkerülhet az anyáról a gyerekre.
Gyermekkorban elsősorban harapással, vagy a fertőzött nyálának nyílt sebbe kerülésével terjed. A felnőttek esetében szexuális úton, vérátömlesztéssel (régebben, amikor a vért még nem szűrték HBsAg-re), nem kellően sterilizált tetoválótűvel vagy közös tűt használó intravénás kábítószerhasználattal is el lehet kapni a fertőzést. Megfelelő orvosi kezelést követően a csecsemő szoptatása már nem jelent veszélyt.

#### Szerotípusok és genotípusok
Felszíni fehérjéinek immunológiai tulajdonságai alapján a vírusnak négy szerotípusát (adr, adw, ayr, ayw), genomjának szekvenciája alapján pedig nyolc jelentős genotípusát (A-tól H-ig; az I és J genotípust még nem ismerik el általánosan) különítik el. A genotípusok földrajzilag jól elkülönülnek és ezek alapján fel lehet vázolni a vírus evolúciójának és terjedésének útját. A genotípus hatással lehet a betegség  súlyosságára, lefolyására, a szövődmények esélyére, a kezelésre és vakcinára való reagálásra is. A különböző genotípusok genomszekvenciájuk 8%-ban is eltérhetnek egymástól.
Először 1988-ban ismerték fel a genotípusok létezését, akkor hatot különítettek el (A-tól F-ig); a 2000-es évekre két újabbat (G és H) fedeztek fel. A legtöbb genotípust további, egymástól tulajdonságaikban különböző alcsoportokra osztják fel.

## Diagnózis

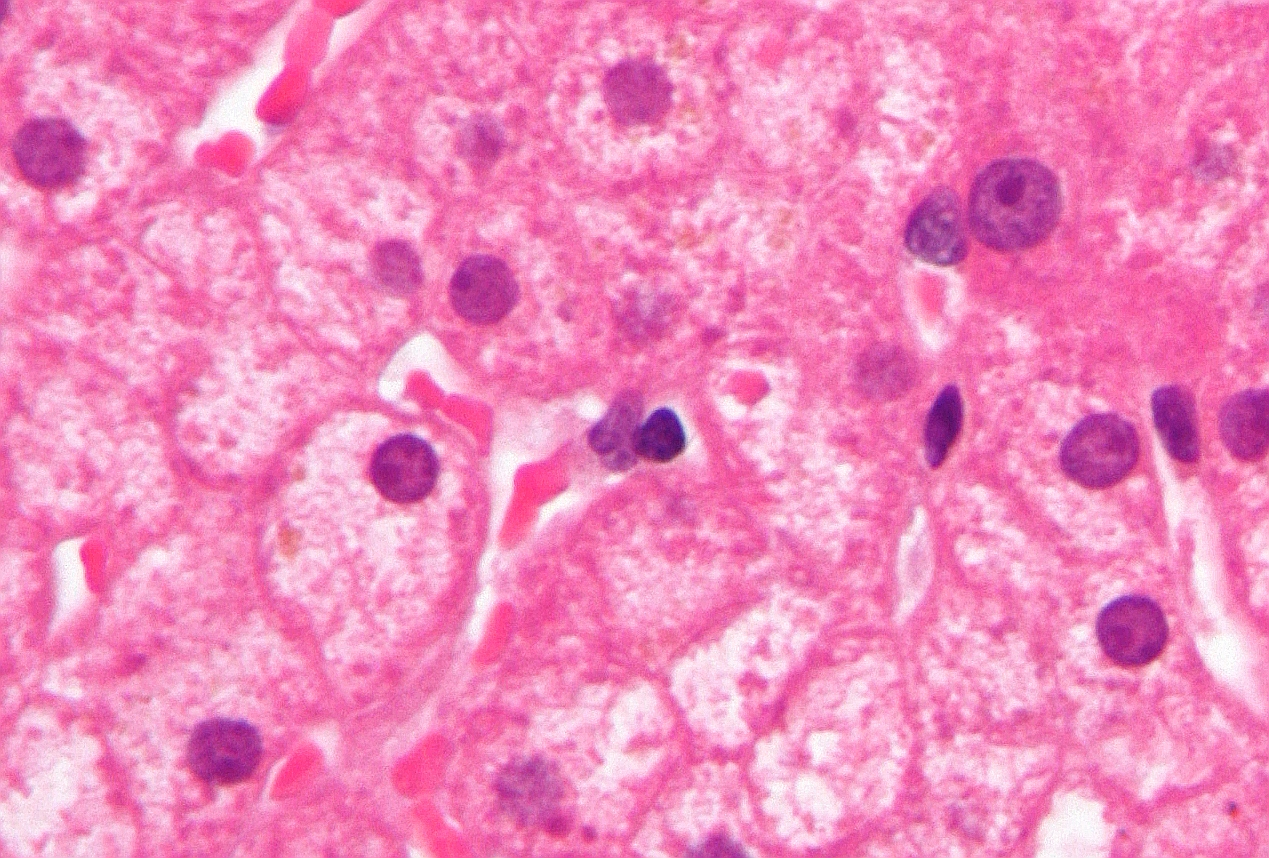
Krónikus hepatitisz B-re utaló "üvegpor" jellegű májszövet

A HBV-t általában a vérszérumból mutatják ki a vírus fehérjéinek, vagy az ellenük készült ellenanyagok jelenlétének detektálásával. Leggyakrabban a vírus legnagyobb mennyiségben termelődő proteinjére (proteinjeire), a HBsAg-re végeznek teszteket, ez egyúttal a elsőként kimutatható virális fehérje. A teszt azonban nem használható az akut fertőzés korai szakaszában, illetve a végén, amikor az immunrendszer már eltakarította a kórokozót. Az utóbbi esetben a belső nukleokapszidot alkotó core protein (HBcAg) ellen képződött IgM ellenanyagok kimutatásával bizonyítható a HBV jelenléte. A legtöbb klinikai tesztet ezért HBsAg és HBcAg elleni IgM, valamint IgG együttes kimutatására tervezik.
A HBsAg feltűnését követően a vérből kimutathatóvá válik a vírus e antigénje (HBeAg); ez általában erőteljes vírusszaporodást és fertőzőképességet jelez (azonban ismertek e antigén nélküli vírusváltozatok is). Az akut fertőzés során az e antigén hamarosan eltűnik és helyette megjelennek az ellene képződő ellenanyagok, amelyek drasztikusan csökkentik a kórokozó replikációját.
Az akut fertőzés elmúltával a HBsAg kimutathatatlan szint alá csökken; az elmúlt fertőzésről azonban az ellene és a HBc ellen kialakult antitestek hosszú ideig tanúskodnak. A HBsAg elleni ellenanyagok azonban korábbi vakcinációt is jelezhetnek.
Ha a HBsAg több mint hat hónapig kimutatható a szérumból, akkor a beteget krónikus vírushordozónak tekintik. A hordozóknak krónikus májgyulladásuk lehet, amit a vérszérum magas alanin-aminotranszferáz szintje jelez. Ha beteg véréből eltűnt a HBeAg (és főleg ha felnőttként fertőződtek meg), az azt jelzi, hogy a vírus csak nagyon kis mértékben szaporodik és a hosszú távú szövődményeknek vagy a HBV továbbadásának kicsi az esélye.
Szükség esetén a vírus DNS-ének jelenlétét és mennyiségét polimeráz-láncreakcióval ki lehet mutatni a beteg véréből. A magas víruskoncentráció általában együtt jár a máj "üvegporszerű" szövettani képével.

## Megelőzés

### Védőoltás

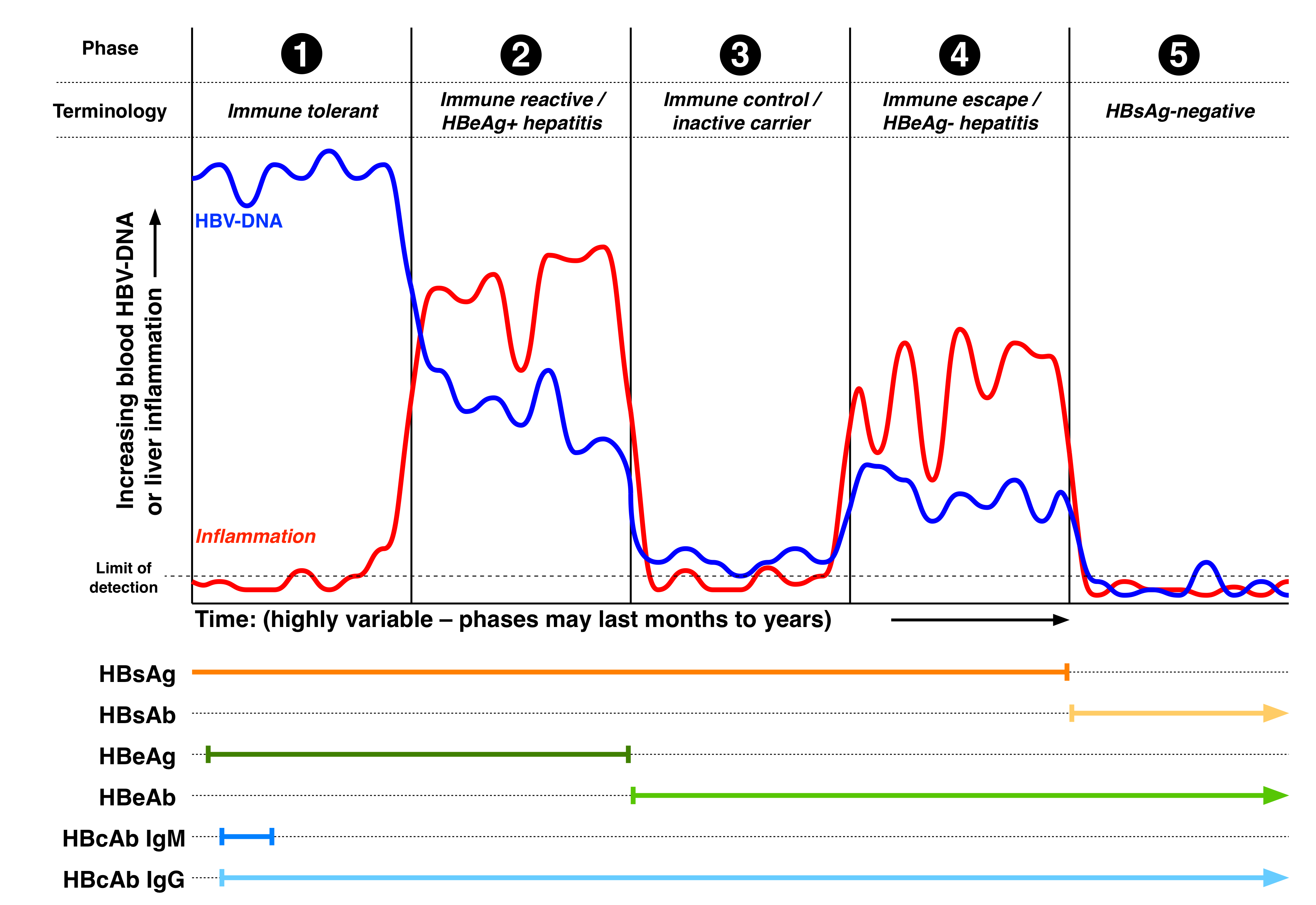
A krónikus hepatitisz B-fertőzés öt fázisa

Az Egyesült Államokban 1991 óta javasolják az újszülöttek közvetlen születés utáni védőoltását hepatitisz B ellen. Ez volt az első olyan vakcina, amellyel tumort (májrákot) lehetett megelőzni. Magyarországon a 13 éves gyerekek oltása kötelező.
A legtöbb védőoltást három adagban adják be, három héten belül. A gyerekek mintegy 95%-a fejleszt a védettséghez elegendő ellenanyagszintet, míg 40 fölött ennek aránya 90%, 60 év fölött pedig kb. 75%. A HBsAg-pozitív anyák újszülötteinál a vakcina, a hepatitisz B elleni immunglobulin-terápia, vagy ezek kombinációja is képes megelőzni a fertőzés továbbadását (bár a kombináció hatékonyabban). A terhesség alatti tenofovir-szedés tovább javítja az esélyeket, különösen magas víruskoncentrációjú nők esetében.
Azoknak, akik munkájuk során különféle emberi testfolyadékoknak (pl. vér) vannak kitéve, a krónikus vesebetegeknek és a homoszexuális férfiaknak különösen javasolják a védőoltás beadását és hatékonyságának teszttel való ellenőrzését.

### Egyéb intézkedések
Mesterséges megtermékenyítés esetén ha a donor férfi HBV-pozitív és a nő nincs beoltva, a sperma mosására van szükség. Ha a nő fertőzött, a gyereknek való továbbadódás esélye nem különbözik a hagyományos megtermékenyülés esetétől.
HBV-tesztet akkor ajánlott elvégezni, ha az illető nincs beoltva és valamelyik magas kockázatú csoportba tartozik: 2%-nál magasabb prevalenciájú országból származik, HIV-pozitív,  intravénás droghasználó, homoszexuális férfi vagy hepatitisz B-fertőzött személlyel lakik egy háztartásban. Az Egyesült Államokban a terhes nők rutinszerű szűrését is javasolják.

## Kezelés
| no data <10 10–20 20–40 40–60 60–80 80–100 | 100–125 125–150 150–200 200–250 250–500 >500 |

Hepatitisz B-okozta életévveszteség/100 ezer lakos (2004)
no data
<10
10–20
20–40
40–60
60–80
80–100
100–125
125–150
150–200
200–250
250–500
>500

Az akut hepatitisz B-fertőzés általában nem igényel külön kezelést és a felnőtt páciensek többsége magától meggyógyul. Az esetek mintegy 1%-ban agresszív fulmináns hepatitisz lép fel, ahol kórházi kezelésre és antivirális terápiára van szükség (utóbbi az immunhiányos betegek esetében is javasolt). A vírushordozóknál - különösen akiknek magas a víruskoncentráció vagy a májkárosodást jelző alanin-aminotranszferáz-szint a vérében - azonban szükséges lehet a vírusszaporodás gátlása a májcirrózis és a tumor eselyének visszaszorítása érdekében. Az antivirális terápia a hatóanyagtól és a vírus genotípusától függően fél-egy évig tart.
A terápia nem képes kiirtani a vírust a szervezetből, azonban leállítja annak szaporodását és az általa okozott szövetkárosodást. Az Egyesült Államokban engedélyezett antivirális szerek a lamivudin, adefovir, tenofovir-dizoproxil, tenofovir-alafenamid, telbivudin és entekavir, valamint két immunmodulátor, az alfa-2a interferon és a peginterferon alfa-2a. A WHO a tenofovirt és az entekavirt ajánlja elsődleges gyógyszerként.
A napi vagy heti háromszori injekciót igényló interferonkezelést mára felváltotta a heti egyszeri szúrással járó PEGilált interferonok alkalmazása. Hatékonysága azonban nem mindig egyforma, függően a vírus genotípusától vagy a beteg genetikai hátterétől. A kezelés visszaszorítja a vírusreplikációt a májban, csökkentve ezzel a vírus koncentrációját a vérben is. Az interferonterápia az A genotípus esetén 37%-ban teljesen megszünteti a vírusszaporodást (a vér negatív lesz e antigénre), a C genotípusnál 15%-ban, de az D-nél csak 6%-ban. Az A és B genotípusnál a terápia ~45%-kal csökkenti az e antigén mennyiségét, míg a C és D-nél csak 25–30%-kal.
A WHO 2016-ban célul tűzte ki a hepatitisz B teljes kiirtását, de nem valószínű, hogy a kitűzött 2030-as időpontig sikerrel járnak.

## Prognózis
Az akut Hepaptisz B-infekció néhány héten vagy hónapon belül spontán gyógyul, de az esetek egy részében krónikus fertőzéssé alakul át. A gyerekek fogékonyabbak az utóbbira. Ha valaki felnőttként vagy kamaszként fertőződik meg, az esetek 95%-ban maradéktalanul felgyógyul. A fiatalabb gyerekek esetében azonban az esély 30%-ra, az újszülötteknél pedig (akik jellemzően az anyjuktól kapják a vírust) mindössze 5%-ra csökken. Utóbbiak 40%-os eséllyel májcirrózisban vagy hepatocelluláris karcinómában halnak majd meg. Más adatok szerint az 1-6 éves kor között fertőződöttek 30%-a marad vírushordozó.
A hepatitisz B-vel együtt járhat a hepatitisz D-fertőzés is, mert annak vírusa a HBV felszíni fehérjéjét használja fel a saját kapszidjához és csak vele együtt képes szaporodni. A kettős infekció növeli a májcirrózis és tumor kockázatát.

### Reaktiváció
A vírushordozók esetében (akár olyankor is, amikor a HBsAg-szintjük detektálhatatlan szint alá süllyedt) a HBV ritkán újra aktiválódhat és ismét kialakul a májgyulladással járó betegség. A reaktivációt a máj ellenálló képességének gyengülése válthatja ki jelentős mennyiségű alkohol vagy drog fogyasztása után, vagy immunhiányos állapotban, pl. kemoterápia vagy immunszupresszív gyógyszerek szedése esetén. A HBV alvó és replikálódó ciklusokon megy keresztül. A reaktiváció kockázata több tényezőtől függ, a magas májenzim, a mérhető HBsAg rontja az eséyleket, mint az is ha valakinek csak a core antigén ellen vannak ellenanyagai. A HBsAg elleni antitestek nem zárják ki teljesen a reaktiváció lehetőségét.

## Epidemiológia

A hepatitisz B előfordulása 2017-ben.

2019-es becslés szerint akkor legalább 296 millió embernek - a világ lakossága 3,8%-ának - volt krónikus hepatitisz B-fertőzése. Ugynabban az évben mintegy 1,5 millió akut infekció zajlott le. A vírus regionális előfordulása az észak-amerikai 0,5%-tól az afrikai 7,5%-ig terjed.
A magas fertőzöttségű területeken (8% vagy afölött) általános a szülőről újszülöttre való átadódás (ún. vertikális transzmisszió) és a gyerekek is gyakran elkapják a betegséget. 2021-ben 19 afrikai országban mértek 8-19% közötti prevalenciát, de Mongólia is a magas fertőzöttségű országok közé tartozik.
Azokban a a régiókban, ahol a lakosság 2–7%-a vírushordozó, a betegség többnyire horizontálisan (nem egyik nemzedékről a másikra) terjed, gyakran a gyerekek körében, de előfordul a vertikális átadódás is. Ilyen állam pl. Kína, amely a tartomány felső határán helyezkedik el a maga 6,89%-os (2019-ben) fertőzöttségi rátájával. Hasonló helyzetben van India is, ahol a prevalaneciát 2-4% közé teszik.
Alacsony fertőzöttségű régiónak számít Európa átlagosan 0,5%-kal, Észak- és Dél-Amerika legtöbb állama (átlagosan 0,28%) és Ausztrália (0,9%).
Az európai országok közül Bulgáriában és Romániában a legmagasabb a HBV-prevalenciája, mindkét országban 2% fölötti. Magyarország nem szolgáltat adatokat a krónikus hepatitisz-B fertőzöttségről, 2022-ben az új akut esetek száma 23 volt, amivel a legalacsonyabb rátájúak között volt az EU tagállamok között.

## Története
A régészeti csontleletek DNS-vizsgálata alapján az emberiség már legalább tízezer éve együtt él a hepatitisz B-vírussal, mind Eurázsiában, mind Észak- és Dél-Amerikában; ez cáfolja a rági elméletet, miszerint a HBV a 16. században került át az Újvilágból Európába. A C4 algenotípus kizárólag az ausztrál bennszülöttekben fordul elő, ami arra utal, hogy legalább 50 ezer éves (ekkor érkeztek az első emberek Ausztráliába). A genetikai analízis szerint viszont valamennyi genotípus közös őse 12-20 ezer évvel ezelőtti.
Az első írásos feljegyzás egy hepatitisz B-járványról 1885-ből származik. Két évvel korábban feketehimlő-járvány tört ki Brémában és 1289 kikötői munkást más emberekből származó nyirokkal oltottak be. Néhány héttel vagy hónappal később 191-en májgyulladásban betegedtek meg; valamennyiüket vissza lehetett vezetni a fertőzött nyirok donorjához.
A legnagyobb ismert járvány 330 ezer amerikai katona megbetegedése volt a második világháború idején; ezt valószínűleg fertőzött vérszérummal szennyezett sárgalázvakcina okozta. Az oltóprogram után 50 ezer katonánál jelentkezett sárgaság.
A hepatitisz B-vírust 1966-ben fedezte fel az amerikai Baruch Blumberg, aki ausztrál őslakosok véréből izolálta a később HBsAg-ként ismert fehérjét, amelyet ő Ausztrália antigénnek nevezett el.  Elektronmikroszkóppal először 1970-ben sikerült megfigyelni a HBV virionját. 1971 az Egyesült Államokban elkezdték a vérbankok szűrését. Az 1980-as évek elejére megszekvenálták a vírus genomját, és elkészültek az első védőoltások.

## Fordítás
- Ez a szócikk részben vagy egészben  a   Hepatitis B című angol Wikipédia-szócikk ezen változatának fordításán alapul.  Az eredeti cikk szerkesztőit annak laptörténete sorolja fel. Ez a jelzés csupán a megfogalmazás eredetét és a szerzői jogokat jelzi, nem szolgál a cikkben szereplő információk forrásmegjelöléseként.